# EXO-SC
EXO-SC (korejsky: 세훈&찬열; Sehun & Chanyeol) je druhou oficiální podskupinou jihokorejsko-čínské chlapecké skupiny EXO. Skupinu v roce 2019 založila společnost SM Entertainment a skládá se ze dvou členů EXO: Chanyeola a Sehuna. Jejich debutové EP What a Life bylo vydáno 22. července 2019.

## Historie

### 2019: Vznik, debut aWhat a Life
V rámci koncertního turné Exo Planet 4 - The Elyxion skupiny EXO, vystoupili v červenci a v srpnu 2018 Chanyeol a Sehun v Soulu a Macau s písní „We Young“. Píseň byla vydána 14. září 2018 prostřednictvím SM Station X 0.
28. června bylo oznámeno jméno druhé podskupiny - EXO-SC (zkráceno z SeChan), SC se skládá z prvního písmene uměleckých jmen obou členů. Skupina 22. července vydala své debutové EP s názvem What a Life. Album obsahuje šest skladeb. 2. srpna získali první místo v rámci hudební show Music Bank televize KBS.

### 2020:1 Billion Views
12. června jihokorejská společnost na výrobu piva Cass Fresh oznámila, že se tváří jejich reklamní kampaně stane skupina EXO-SC.
Skupina vydala 13. července své první plnohodnotné album 1 Billion Views, které obsahuje devět skladeb.